# Plastidi
|  | «Plast» redirigeix aquí. Vegeu-ne altres significats a «Plast (Rússia)». |

Arbre filogenètic dels plastidis.
Plastidi
- Cloroplast i etioplast
- Cromoplast
Leucoplast
- Amiloplast
- Eleoplast
- Proteoplast

Un plastidi o plast és un grup d'orgànuls presents en la cèl·lula vegetal. Es caracteritzen per desenvolupar-se al voltat d'una doble membrana lipídica. Al seu interior es desenvolupen rutes metabòliques específiques no produïdes a la resta del citosol. La teoria endosimbiòtica suposa que els plastidis han estat originats de cianobacteris, per endosimbiosi. Divergirien en tres llinatges: cloroplasts, rodoplasts i cianeles. Els plastidis difereixen en pigmentació i estructura.

## Plastidis de les plantes

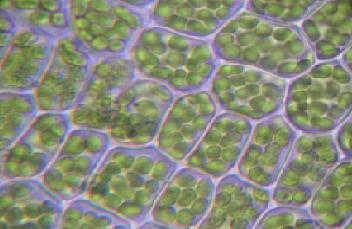
Cèl·lules vegetals amb cloroplasts (un tipus de plast) visibles

Els proplastidis (indiferenciats) poden diferenciar-se d'acord amb la seva funció biològica en els següents tipus:
- Amiloplasts: per a l'acumulació de midó
- Cloroplasts: per a la fotosíntesi
- Etioplasts: cloroplasts que no estan exposats a la llum
- Elaioplast: per acumulació de greixos
- Cromoplasts: per a la síntesi de pigments
- Leucoplasts: per a la síntesi de monoterpè

## Plastidis d'algues
En les algues s'utilitza el terme de leucoplast per a referir-se a plastidis sense pigmentació. La seva funció en les algues difereix de la funció en les plantes. Els etioplasts, els amiloplasts i els cromoplasts són específics de les plantes i no es troben en les algues. Els plastidis algals difereixen dels plastidis vegetals pel fet que poden tenir pirenoides.
- Feoplast: plast de les feofícies, ric en ficoxantina.